# La Ballade de Black Tom
La Ballade de Black Tom (titre original : The Ballad of Black Tom) est un roman court fantastique de Victor LaValle paru en 2016 puis traduit en français et publié aux éditions Le Bélial' en 2018. Le livre est une réécriture du point de vue d'un homme noir de la nouvelle Horreur à Red Hook (The Horror at Red Hook) écrite par Howard Phillips Lovecraft. Il a obtenu le prix Shirley-Jackson du meilleur roman court 2016 ainsi que le prix British Fantasy du meilleur roman court 2017.

## Résumé
En 1924 à Harlem, Tommy Tester est un petit arnaqueur qui, en se faisant passer pour un musicien de rue, gagne un contrat avec Robert Suydam, un millionnaire vivant reclus dans sa maison. En plus d'animer musicalement une soirée, Tommy se voit contraint à prendre part dans un plan néfaste impliquant les Grands Anciens.